# Aequatorium
Aequatorium é um género botânico pertencente à família Asteraceae.
As espécies do gênero são nativas da América do Sul.

## Principais espécies
- Aequatorium juninense H. Rob. & Cuatrec.
- Aequatorium lepidotum
- Aequatorium limonense
- Aequatorium repandiforme
- Aequatorium rimachianum
- Aequatorium stellatopilosum (Greenm. & Cuatrec.) C. Jeffrey
- Aequatorium tovarii H. Rob. & Cuatrec.
- Aequatorium tuestae (Cuatrec.) H. Rob. & Cuatrec.